# Pier Francesco Brunaccini
Pier Francesco Brunaccini (Messina, 27 febbraio 1772 – Monreale, 14 giugno 1850) è stato un arcivescovo cattolico italiano.

## Biografia
Nato dalla nobile famiglia messinese dei principi di San Teodoro, nel 1788 profferì i voti e divenne monaco benedettino.
Il 6 gennaio 1795 fu ordinato sacerdote.
Nel 1825 divenne abate del monastero di Fundrò a Piazza Armerina e, tre anni più tardi, visitatore dei monasteri siciliani.
Il 17 giugno 1844 papa Gregorio XVI lo nominò vescovo di Piazza Armerina; fu consacrato l'8 settembre dello stesso anno dal cardinale Ferdinando Maria Pignatelli, arcivescovo metropolita di Palermo.
Il 24 novembre 1845 lo stesso papa Gregorio XVI lo nominò arcivescovo metropolita di Monreale.

## Genealogia episcopale
La genealogia episcopale è:
- Cardinale Scipione Rebiba
- Cardinale Giulio Antonio Santori
- Cardinale Girolamo Bernerio, O.P.
- Arcivescovo Galeazzo Sanvitale
- Cardinale Ludovico Ludovisi
- Cardinale Luigi Caetani
- Cardinale Ulderico Carpegna
- Cardinale Paluzzo Paluzzi Altieri degli Albertoni
- Papa Benedetto XIII
- Papa Benedetto XIV
- Papa Clemente XIII
- Cardinale Marcantonio Colonna
- Cardinale Giacinto Sigismondo Gerdil, B.
- Cardinale Giulio Maria della Somaglia
- Cardinale Emmanuele De Gregorio
- Cardinale Ferdinando Maria Pignatelli, C.R.
- Arcivescovo Pier Francesco Brunaccini, O.S.B.